# Arrondissement municipal (France)
Pour les articles homonymes, voir Arrondissement municipal.
Pour des articles plus généraux, voir Arrondissement, Arrondissements de Paris, Arrondissements de Lyon et Secteurs et arrondissements de Marseille.
Ne doit pas être confondu avec Arrondissement français.
Les arrondissements municipaux sont une subdivision territoriale des communes de Lyon, Marseille et Paris.

## Histoire
En 1795, Paris est divisée en 12 arrondissements. Ce nombre est porté à 20 lors de l'extension de la commune en 1860. 
Les arrondissements de Lyon sont créés à partir de 1852. D'abord au nombre de cinq, le nombre est augmenté progressivement, de 1867 à 1964, pour atteindre le nombre actuel de neuf. 
Les 16 arrondissements de Marseille sont créés en 1946.
En 1975, les arrondissements de Paris, Lyon et Marseille sont utilisés pour définir des secteurs électoraux dans le cadre des élections municipales : il y a 18 secteurs à Paris (deux secteurs sont formés de deux arrondissements), neuf à Lyon (un arrondissement par secteur) et huit à Marseille (deux arrondissements par secteur).
En 1982, la loi PLM dote les secteurs de conseils et maires élus et redécoupe les secteurs (un arrondissement par secteur à Paris et Lyon, de un à quatre à Marseille). Les secteurs de Marseille sont de nouveau redécoupés en 1987 (deux arrondissements par secteur). À partir des élections municipales de 2020, les quatre premiers arrondissements de Paris sont regroupés en un seul secteur, tandis que les 16 autres arrondissements constituent chacun leur propre secteur.
Toulouse ayant dépassé le demi-million d'habitants en 2021 et devant devenir la troisième ville la plus peuplée de France (devant Lyon) d'ici fin 2025, la question se pose dans les années 2020 de diviser la commune en arrondissements, sans que le sujet ne fasse d'unanimité. Toulouse est jusqu'à présent divisée en vingt quartiers administratifs auxquels sont rattachés autant de maires de quartiers désignés directement par le conseil municipal, sans compétences propres en matière de budget, d'urbanisme ou de gestion des équipements publics, à l'inverse des maires d'arrondissement,,,.
Par le passé, d'autres villes ont également été découpées en arrondissements municipaux :
- en 1790, Nantes est découpée en six arrondissements constituant les circonscriptions judiciaires des justices de paix. Ils n'avaient pas de rôle administratif et ne possédaient ni maire ni conseil. Ce nombre est porté à huit en 1908 à la suite de l'annexion des communes de Chantenay-sur-Loire et Doulon[6],[7]. Tout comme les justices de paix, ces arrondissements seront supprimés lors de la réforme judiciaire de décembre 1958[8] ;
- Alger, à l’époque de l’Algérie française, est également divisée en 10 arrondissements[7] à partir de 1959.

## Rôle et administration
Les communes de Lyon, Marseille et Paris sont divisées respectivement en 9, 16 et 20 arrondissements municipaux. 
Ces arrondissements servent de base au découpage de secteurs pour les élections municipales : un arrondissement par secteur à Lyon (donc 9 secteurs) et Paris, hormis Paris Centre (secteur 1) qui regroupe quatre arrondissements (donc 17 secteurs en tout), et deux arrondissements par secteurs à Marseille (soit 8 secteurs). Dans chaque arrondissement (ou secteur à Marseille et Paris Centre), le conseil d'arrondissement est élu selon le mode de scrutin prévu pour les communes de plus de 1 000 habitants : un tiers des élus siègent également au conseil municipal de la ville, les deux autres tiers ne siègent qu'au conseil d'arrondissement. Le conseil élit un maire d'arrondissement parmi ses membres siégeant au conseil municipal.
Les fonctions du conseil et du maire d'arrondissement sont les suivantes :
- le conseil d'arrondissement peut adresser des questions écrites au maire de la commune sur toute affaire intéressant l'arrondissement et il peut aussi demander au conseil municipal de débattre de ces affaires ;
- le conseil d'arrondissement est consulté par le conseil municipal sur les projets dont l'exécution aura lieu sur le territoire de l'arrondissement ; le conseil donne en particulier son avis sur les questions concernant les subventions aux associations locales et les modifications du plan local d'urbanisme ; il gère les équipements collectifs de proximité, mais doit obtenir l'accord du conseil municipal pour lancer de nouveaux programmes d'implantation ;
- les logements dont l'attribution relève de la commune et qui sont situés dans l'arrondissement sont attribués pour moitié par le maire d'arrondissement et pour moitié par le maire de la commune ;
- le conseil municipal et le maire de la commune peuvent déléguer certains pouvoirs aux conseils et aux maires d'arrondissement ;
- le maire d'arrondissement et ses adjoints sont officiers de l'état civil dans l'arrondissement ;
- le conseil d'arrondissement peut créer des conseils de quartier qui permettent aux habitants de se réunir régulièrement pour élaborer des propositions relatives à la vie de leur quartier.